# 庫里利夫卡
48°34′1″N 34°36′15″E / 48.56694°N 34.60417°E

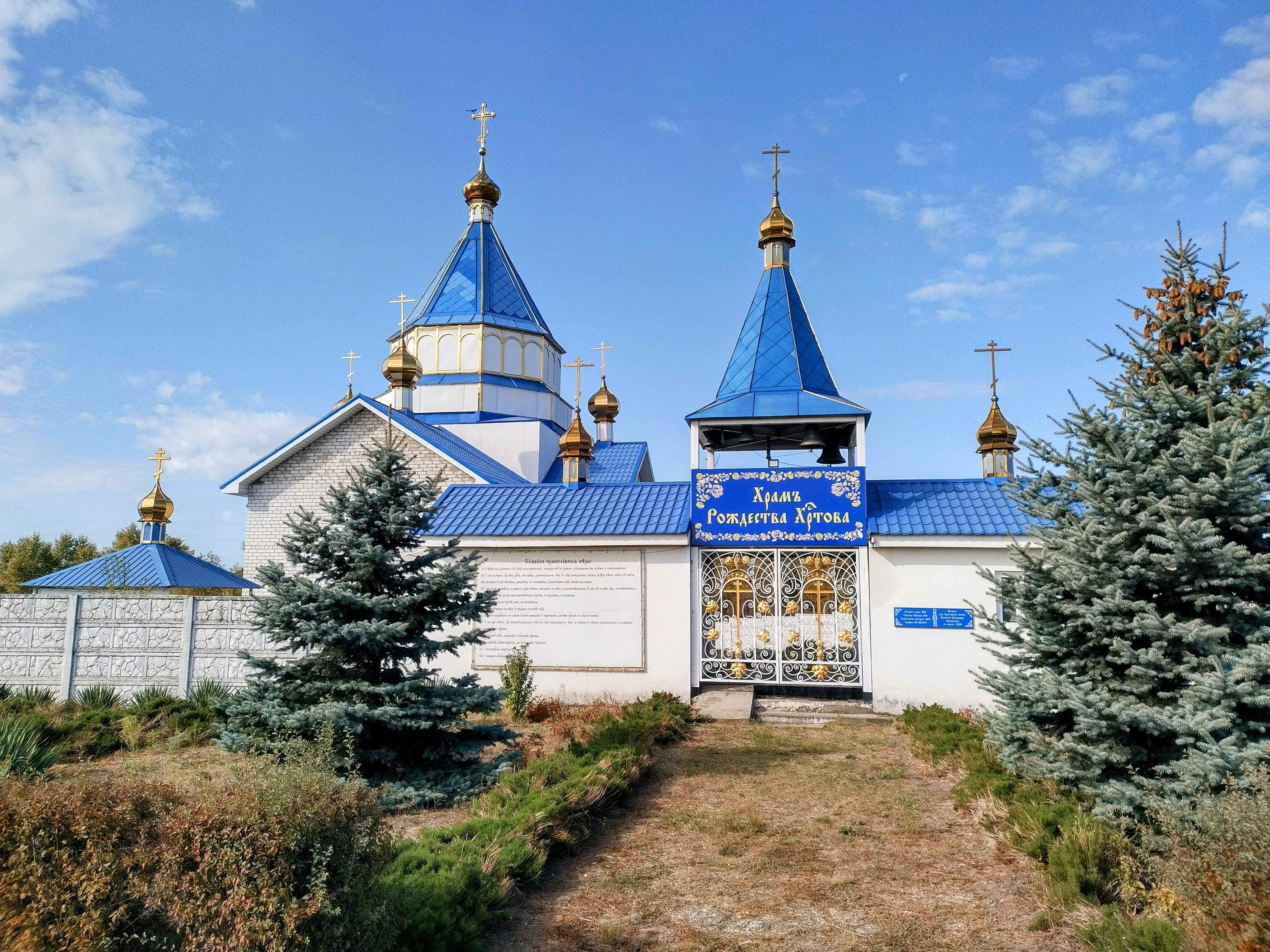
教堂

庫里利夫卡（烏克蘭語：Курилівка）是位於烏克蘭東部的鎮，由第聶伯羅彼得羅夫斯克州裡第聶伯羅區的彼得里基夫卡市鎮負責管轄。處於彼得里基夫卡以南27公里的第聶伯河畔，面積6.74平方公里，海拔高度60米，2012年人口2,655。